# 臺拉維夫大學

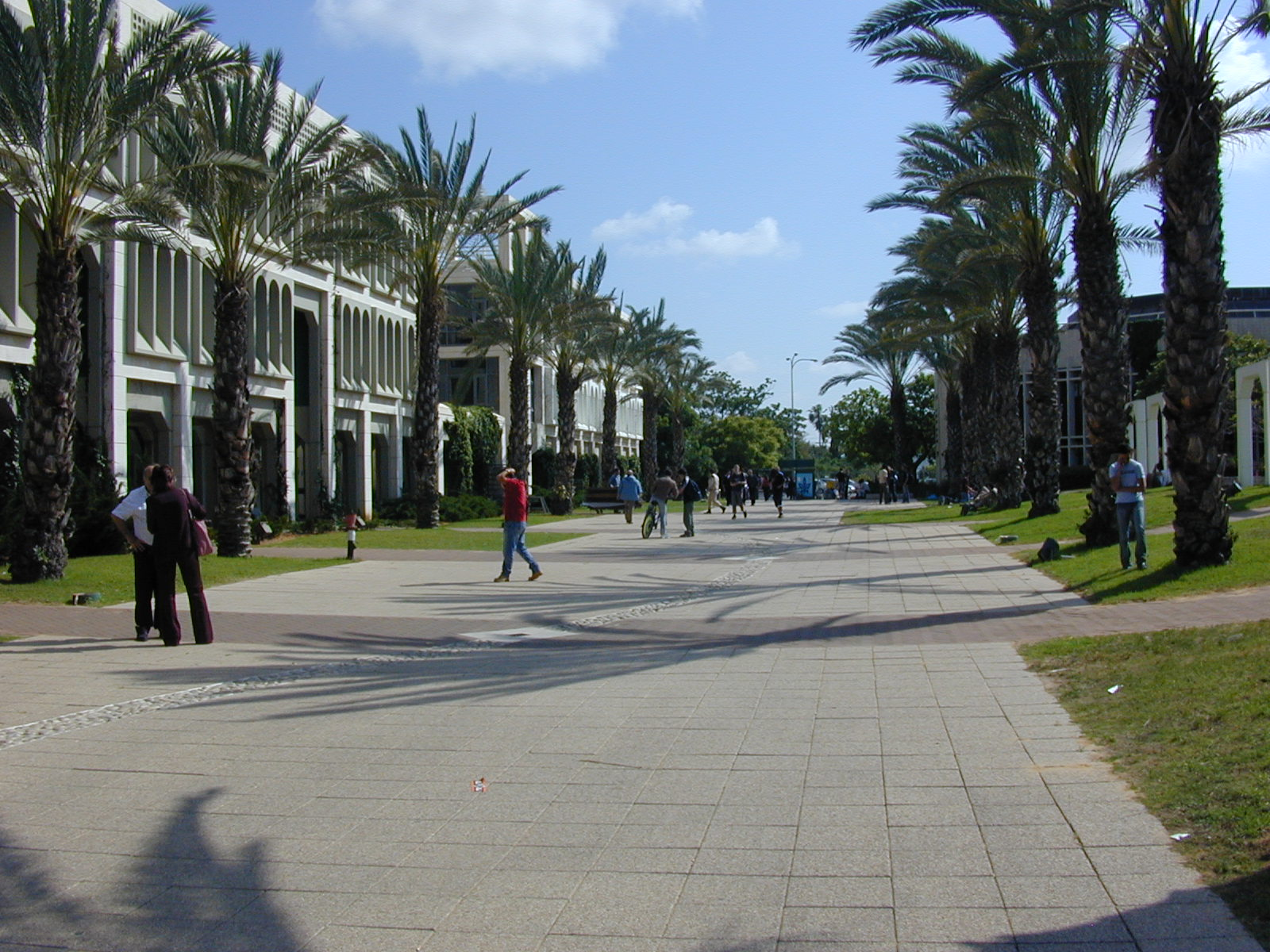
雷－工學院大道

特拉維夫大學（希伯來語：אוניברסיטת תל־אביב），簡稱為TAU，是一所以色列國立大學，校址位於以色列第二大城、第一大都會之心－臺拉維夫；至2006年為止，臺拉維夫大學學生總數有29,000名。

## 沿革
TAU設於以色列的文化、金融暨工業中心－臺拉維夫，乃以色列最大規模之大學，是一所教學與研究兼具的高等教育機構；旗下有9所學院、106系別、90所研究中心。創校歷史最早可追溯至1956年，時為三所研究機構－臺拉維夫法經學院、自然科學院、猶太研究中心合併為臺拉維夫大學之初，由臺拉維夫市政府監督辦學品質，後終至1963年取得辦學自治權。TAU校總區－拉瑪阿夫的地域有170英畝，乃建於自治的1963年。

## 拉瑪·阿夫校總區
臺拉維夫大學於1963年取得自治權時，即於臺拉維夫市的北郊－「拉瑪·阿夫」興建校總區。
校總區內的主體建築包括：

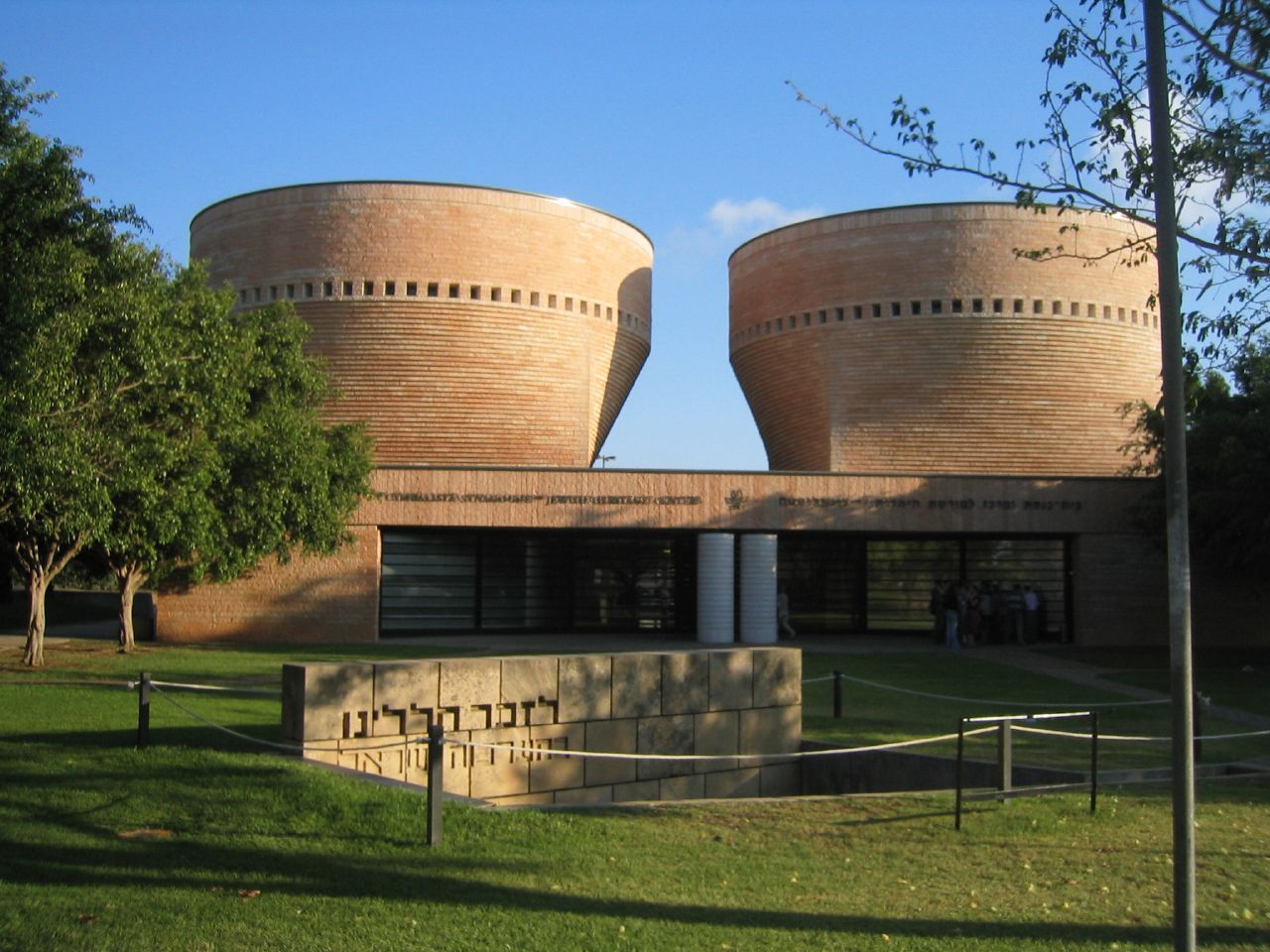
星巴莉斯塔會堂暨猶太傳世中心

- 卡茲藝術學院（演藝學系；創立於1971年，為以色列歷史最悠久之影劇學院）
- 大衛·雅茲瑞利建築學院
- 巴曼-梅塔音樂學院
- 費萊謝曼工學院
- 薩克勒理學院
- 安廷人文學院
- 巴曼法學院
- 衛斯生命科學院
- 管理學院—雷卡納第企業管理研究所
- 薩克勒醫學院
- 戈登社會學院

與TAU有關之學院與學系包括：
- 葛斯契雷格牙醫學院
- 君士坦丁納教育學院
- 波特環境學院
- 沙培爾社會工作學院
- 海外學生學系
- 文化研究單位
- 塔米·史坦麥茲和平研究中心
- 柯恩科學與思想之歷史暨哲學研究中心
- 約瑟夫·凱爾曼教育學院

## 與他校合作關係

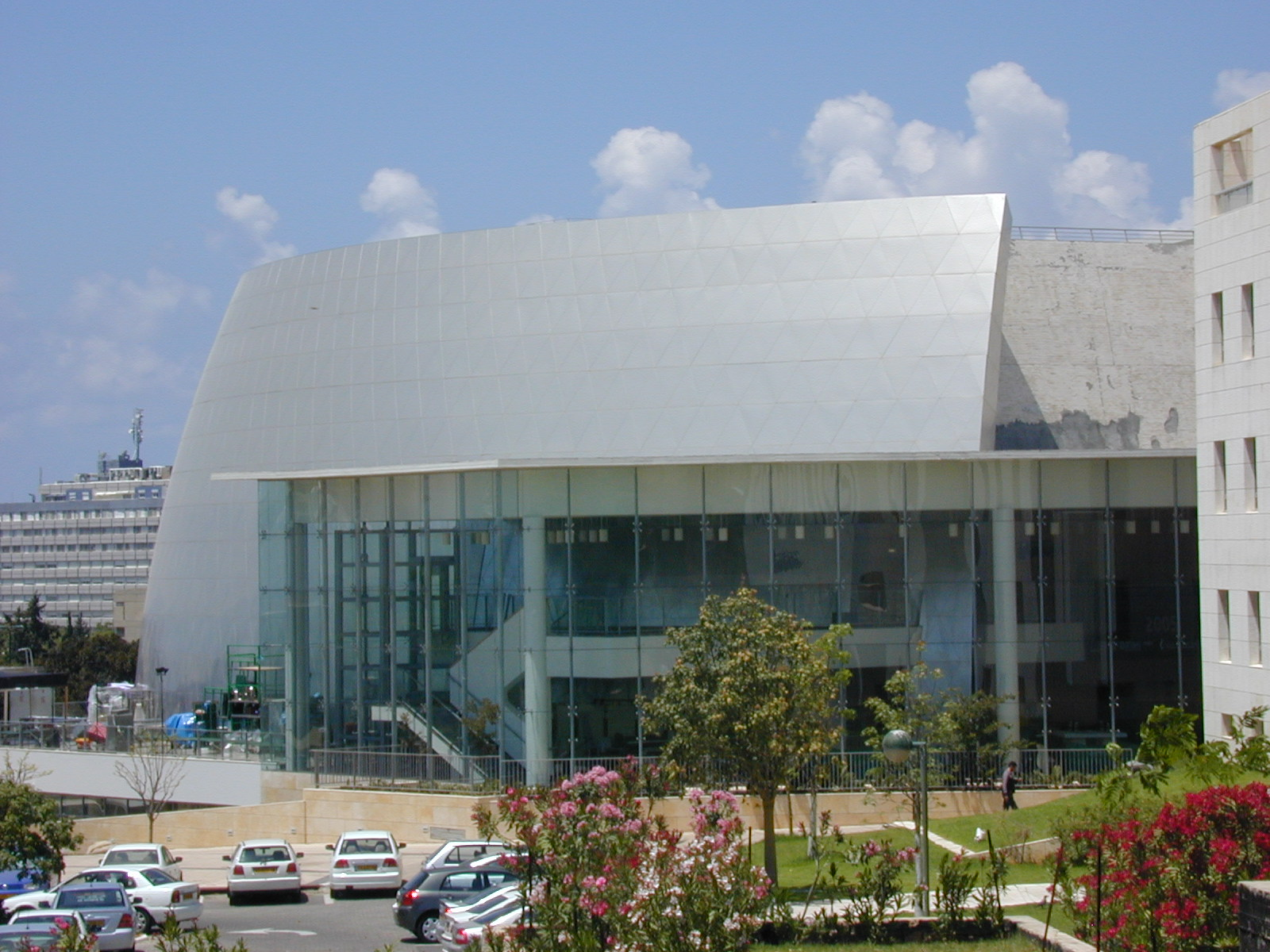
史摩拉茲會議廳

臺拉維夫大學在猶太研究方面對來自美國、法國、巴西、阿根廷和墨西哥的師資和學子以英文開設特別課程。經由臺拉維夫大學的安排，海外學人可以在基布茲居住和學習。
臺拉維夫大學法學院與密西根、西北、賓州、維吉尼亞、康乃爾、波士頓、天普、Cardozo、多倫多、漢堡法學院、蒙納許、米蘭與首爾等世界13所大學備有交換學生計劃，開辦20項以英語教學的法學課程。
其餘提供予國際學生的課程尚包括：
- 中東研究碩士班
- 聖經考古碩士班
- 與天普大學法學院合辦的夏季法學課程
- 薩克勒醫學院與紐約州立大學合辦的春季美國學生課程
- 與華頓商學院、Recanati、歐洲工商管理學院、約克大學等合作的管理課程
- 與西北大學凱洛管理學院合辦的國際高階企業管理碩士課程
- 與波士頓大學工學院合辦的春季工程課程
- 高科技管理學院

2007年5月，紐約大學（NYU）與臺拉維夫大學（TAU）通過了一項計劃－在臺拉維夫大學校內建立一座國外學習校區，以允紐約大學學子前往學習。

## 排名
世界大学排名中心（The Center for World University Rankings）2016年将特拉维夫大学排在全球第81位和以色列第三位。2012年特拉维夫大学的排名为全球第56位。
2012年，泰晤士高等教育世界大学排名将特拉维夫大学列为世界90强大学。按照这一排名，特拉维夫大学和美国布朗大学和荷兰莱顿大学位于相同的水平上。
2013年，QS世界大学排名将特拉维夫大学排名世界第196位，成为以色列排名第二的大学。其主题排名如下：第202名为艺术与人文学科，第295名为工程与技术，第193名为生命科学与医学，第208名为自然科学，第240名为社会科学与管理。
2016年，按照QS世界大学排名，特拉维夫大学排名教师论文人均被引用次数排名全球22位，这是衡量大学的研究影响的指标。这使得特拉维夫大学成为以色列研究领先的大学。
2015年世界大学学术排名（上海排名）给特拉维夫大学以下专业排名：计算机科学20名，数学51-75名，物理学76-100名，经济学/商业76-100名。在2016年，它在工程学中排名为51-75。

## 校內知名學者
包括現任及曾經任教有：
- 亚基尔·阿哈罗诺夫，物理學家
- 諾加·阿隆，數學家
- 伊扎克·阿拉德，歷史學家
- 什洛莫·本·阿米（英语：Shlomo Ben-Ami），歷史學家前任外交部長
- Joseph Bernstein，數學家
- Guy Deutscher，物理學家
- Uzi Even，化學家、LGBT權利提倡者
- 伊斯雷爾·芬克爾斯坦，考古學家
- Joshua Jortner，物理化學家
- Asa Kasher，哲學家、倫理學權威、《IDF's Code of Conduct》作者
- Etgar Keret，作家
- Zvi Laron，兒科內分泌學者
- Amnon Jackont，作家
- 弗蘭德·蘭德曼，語意學家
- Orna Lin，律師
- Vitali Milman，數學家
- Yuval Ne'eman （已逝世）物理學家、前任科技部長
- Baruch Modan，腫瘤學家
- Aviad Raz，社會學家
- Tanya Reinhart，語言學家
- Amnon Rubinstein，前任法學院院長、前任教育部長
- 阿里埃勒·鲁宾斯坦，經濟學家
- Pnina Salzman，鋼琴家、鋼琴教育家
- Anita Shapira，歷史學家
- Micha Sharir，數學家
- Edna Shavit，戲劇
- Boris Tsirelson，數學家
- Lev Vaidman，物理學家
- Moshe Wolman，神經病理學家
- Amotz Zahavi，生物學家

## 知名校友
- 丹·艾瑞里[8]
- 本尼·甘茨，GOC陸軍總部司令
- Arie Eldad，以色列國會議員
- Shlomo Ben-Ami，歷史學者、以色列前任外交部長
- Alon Bar，影片製作人
- Yochai Benkler，耶魯大學法學教授
- Mohammad Barakeh，以色列國會議員、政黨領袖
- Ran Cohen，以色列前任住宅部長
- 阿里·福爾曼，電影攝影師（《和巴什尔跳华尔兹》製作人）
- Dan Gillerman，聯合國大會副主席
- Tzachi Hanegbi以色列前任國土安全部長
- Zvi Heifetz，以色列駐英國大使
- Ron Huldai，現任臺拉維夫市長
- Moshe Kaplinsky，Deputy Chief of the IDF General Staff
- Efraim Karsh，歷史學者
- Dov Khenin，政治學者、以色列國會議員
- Yosef Lapid，以色列前任副總理、法務部長
- Amnon Lipkin-Shahak，以色列前任人事局長、交通暨觀光部長
- Yitzhak Mordechai，以色列前任國防部長、交通暨觀光部長
- Yitzhak Orpaz-Auerbach，作家
- Ophir Pines-Paz，以色列內政部長
- Haim Ramon，以色列前任厚生部長、法務部長
- 伊兰·拉蒙，第一位以色列籍太空人
- 吉德翁·萨尔，以色列國會議員
- 阿迪·萨莫尔，inventor of the RSA algorithm
- Simon Shaheen，音樂家
- 西尔万·沙洛姆，以色列前任財政部長、外交部長
- 艾里爾·夏隆，以色列前任總理
- Ronnie Weinstein，Wissotzky Tea公司執行長
- Bat-Sheva Zeisler，歌手、演員
- Abdel Rahman Zuabi，阿拉伯裔以色列法官
- 高哲銘，Infinity集團創辦人
- 馬雲，阿里巴巴集團創辦人兼董事局主席，该校的名誉博士

## 外部連結
- 臺拉維夫大學官方網站 - TAU簡介與 校史（希伯来文） （英文）
- 臺拉維夫大學美國之友會（TAU辦學捐獻團體） （页面存档备份，存于）

32°06′50″N 34°48′15″E / 32.11389°N 34.80417°E